# Arte y tradiciones populares
Arte y tradiciones populares fue un programa de televisión emitido por La 2 de TVE a partir de 1984.
Estaba basado en la obra Arquitectura popular en Galicia del arquitecto coruñés Pedro de Llano publicada en el año 1981.